# 열역학 과정
고전열역학은 열역학적 과정의 세 가지 주요 종류, 즉 (1) 시스템의 변화, (2) 시스템의 순환, (3) 흐름 과정을 고려한다.
1. 열역학 과정은 열역학계의 열역학적 상태 가 변화하는 과정이다. 시스템의 변화는 열역학적 평형의 초기 상태에서 최종 상태로의 전환으로 정의된다.
2. 순환 프로세스는 특정 상태에서 시작하고 완료되는 단계의 순환을 통해 시스템을 전달한다.
3. 시스템을 통과하는 흐름으로 정의되는 흐름 프로세스는 명확한 벽 특성을 가진 용기 안팎으로 흐르는 흐름의 안정된 상태이다.

## 같이 보기
- 열
- 상전이